# نصري بخاش
نصري بخاش سياسي سوري من حلب تولى عدة مناصب في الحكومة السورية في القرن العشرين.

## ولادته وتحصيله
نصري بخاش من مواليد حلب درس و تعلم في اسطنبول وهو خريج معهد الحقوق في اسطنبول وهورجل قانون ذو كفائة عالية.

## عمله ووظائفه
- مدير الشؤون الملكية وامين السر العام في الاتحاد السوري.
- مدير الإدارة والمصالح المدنية الاتحادية.حكومة صبحي بركات الخالدي الأولى
- وزيراً للداخلية. في حكومة صبحي بركات الخالدي الثانية.[4][5][5]
- مديراً لإدارة المصالح الاتحادية عام 1922.

## الأوسمة والتكريم
وسام الشرف للاستحقاق السوري من الدرجة الأولى.